# Phytoseius haroldi
Phytoseius haroldi är en spindeldjursart som beskrevs av Edward A. Ueckermann och Kreiter 2002. Phytoseius haroldi ingår i släktet Phytoseius och familjen Phytoseiidae. Inga underarter finns listade i Catalogue of Life.